# Other Men's Daughters (film 1918)
Other Men's Daughters è un film muto del 1918 diretto da Carl Harbaugh.

## Produzione
Il film fu prodotto dalla Fox Film Corporation.

## Distribuzione
Distribuito dalla Fox Film Corporation, il film - presentato da William Fox - uscì nelle sale cinematografiche USA il 7 luglio 1918.